# Tony Hawk (серия игр)
Tony Hawk — серия игр в жанре спортивного симулятора скейтбординга, разработанная Neversoft и изданная Activision и Activision Blizzard. Игра названа в честь знаменитого скейтбордиста Тони Хоука.

## Игровой процесс
Серия Tony Hawk’s изначально разрабатывалась как классическая аркадная игра. Целью большинства режимов игры является достижение высокого результата. Для этого игроку необходимо успешно выполнять и комбинировать разнообразные трюки на скейтборде, при этом их успешное выполнение добавляет очков игроку. Очки за трюк начисляются за время выполнения, градус поворота, количество последовательно выполненных трюков, выполнение трюков на определённых участках карты и количество раз использования трюков. Успешные трюки также пополняют специальный счётчик игрока, который, заполнившись, позволяет выполнять специальные трюки, которые стоят намного больше, чем обычные трюки. Падение со скейтборда из-за неудачного приземления не даёт очков за попытку выполнения трюка и возвращает специальный счётчик в пустое состояние. Если в оригинальной Tony Hawk’s Pro Skater был довольно ограниченный набор движений, то в последующих частях игры игрок мог переключаться между движениями во время одной и той же последовательности, выполнять передачи, держаться за различные транспортные средства и управлять ими, ходить пешком и преодолевать стены, замедлять время или выполнять более сложные трюки, многократно нажимая кнопки, например, двойное или тройное сальто вместо обычного. Более поздние игры, такие как American Wasteland, позволяли игроку также использовать BMX велосипед, в то время как Motion и Shred добавили сноуборд.
Первые три игры Pro Skater были основаны на аркадном режиме, в котором перед игроком ставилась задача набрать большое количество очков, выполнить определённые задания и собрать ряд предметов за ограниченное время. Если игрок выполняет достаточное количество этих задач на одном уровне, он разблокирует другие уровни и получает валюту, с помощью которой может улучшить своего персонажа. Также существуют соревновательные уровни, в которых игроку не нужно собирать никакие предметы, а нужно выполнить отличный результат с минимальным количеством неудач, чтобы продвинуться в игре. Начиная с Pro Skater 2, можно было также создавать персонажа и проектировать индивидуальные скейт-парки. Кроме того, все игры до Pro Skater 5 поддерживали локальный многопользовательский режим, а начиная с Pro Skater 3 можно было соревноваться в сетевом многопользовательском режиме. Начиная с первой Pro Skater, все уровни можно было пройти без выполнения заданий и без ограничения по времени. Позже эта концепция была использована и в режиме карьеры, начиная с Pro Skater 4. Неигровые персонажи дают задания игроку, который в остальное время может свободно исследовать уровни без ограничений по времени. Начиная с Underground, серия заменила режим карьеры на полноценный сюжетный режим. В Underground, Project 8 и Proving Ground сюжет был сосредоточен на превращении персонажа в профессионального скейтбордиста. В Underground 2, единственном прямом продолжении серии, игрок отправляется в кругосветное путешествие, организованное Тони Хоуком и Бэмом Марджерой. В игре American Wasteland, которая стала первой игрой с одним последовательным открытым миром вместо отдельных уровней, герой намерен восстановить старый скейтпарк в Лос-Анджелесе.

## Список игр
| Название                        | Год  | Платформы                                                                                     |
| ------------------------------- | ---- | --------------------------------------------------------------------------------------------- |
| Tony Hawk's Pro Skater          | 1999 | PlayStation, Nintendo 64, Dreamcast, Game Boy Color, N-Gage                                   |
| Tony Hawk's Pro Skater 2        | 2000 | PlayStation, Nintendo 64, Dreamcast, PC, Mac, iOS, Game Boy Color, Game Boy Advance           |
| Tony Hawk’s Pro Skater 2X       | 2001 | Xbox                                                                                          |
| Tony Hawk's Pro Skater 3        | 2001 | PlayStation, PlayStation 2, GameCube, Game Boy Color, Game Boy Advance, Nintendo 64, Xbox, PC |
| Tony Hawk's Pro Skater 4        | 2002 | PlayStation, PlayStation 2, GameCube, Game Boy Advance, PC, Mac, Xbox, Tapwave Zodiac         |
| Tony Hawk's Underground         | 2003 | PlayStation 2, GameCube, Xbox, Game Boy Advance, PC (только в Австралии)                      |
| Tony Hawk's Underground 2       | 2004 | PlayStation 2, PC, GameCube, Xbox, Game Boy Advance, мобильный телефон                        |
| Tony Hawk’s Underground 2 Remix | 2005 | PlayStation Portable                                                                          |
| Tony Hawk's American Wasteland  | 2005 | PlayStation 2, PC, Xbox, Xbox 360, Nintendo GameCube                                          |
| Tony Hawk’s American Sk8land    | 2005 | Game Boy Advance, Nintendo DS                                                                 |
| Tony Hawk’s Project 8           | 2006 | PlayStation 2, PlayStation 3, Xbox, Xbox 360, PlayStation Portable                            |
| Tony Hawk’s Downhill Jam        | 2006 | PlayStation 2, Nintendo DS, Game Boy Advance, Wii                                             |
| Tony Hawk’s Proving Ground      | 2007 | PlayStation 2, PlayStation 3, Xbox 360                                                        |
| Tony Hawk’s Motion              | 2008 | Nintendo DS                                                                                   |
| Tony Hawk: Ride                 | 2009 | PlayStation 3, Xbox 360, Wii                                                                  |
| Tony Hawk: Shred                | 2010 | PlayStation 3, Xbox 360, Wii                                                                  |
| Tony Hawk’s Pro Skater HD       | 2012 | PlayStation 3, Xbox 360, PC                                                                   |
| Tony Hawk’s Shred Session       | 2014 | iOS, Android                                                                                  |
| Tony Hawk's Pro Skater 5        | 2015 | PlayStation 3, PlayStation 4, Xbox 360, Xbox One                                              |
| Tony Hawk’s Skate Jam           | 2018 | iOS, Android                                                                                  |
| Tony Hawk’s Pro Skater 1 + 2    | 2020 | PlayStation 4, Xbox One, PC, Nintendo Switch                                                  |